# Shen Weijing
Shen Weijing (chinesisch 沈惟敬 Shěn Wéijìng, japanisch „Shin Ikei“ gelesen; geboren in Jiaxing (Provinz Zhejiang); gestorben September 1597 in Peking) war ein chinesischer Gesandter nach Japan während der Zeit der Ming-Dynastie.

## Leben und Wirken
Shen Weijing wurde während der Invasion in Korea des Toyotomi Hideyoshi vom Militärminister (兵部尚書, Bingbu Shanshu) Shi Xing (石 星; 1538–1599) zum Vertreter Chinas ernannt und war für die Diplomatie der Ming-Seite verantwortlich. Im Jahr 1592, nach der Niederlage der Ming-Armee, traf er in Pjöngjang mit Konishi Yukinaga (gestorben 1600) zusammen. Als Antwort auf Konishis Erklärung unterzeichnete Shen Weijing einen 50-tägigen Waffenstillstand, um Zeit zu gewinnen, indem er versprach, die Absichten des Ming-Kaisers zu klären.
Im darauffolgenden Jahr, im Januar 1593, nach der „Schlacht von Pjöngjang“ und der „Schlacht von Bitiguan (碧蹄館)“, bot sich die Gelegenheit für einen Frieden zwischen Japan und der Ming-Dynastie. Shen Weijing begann mit Konishi zu planen, indem er Hideyoshis sieben Friedensvertragsforderungen nicht an den Ming-Kaiser übermittelte und Yukinagas Vasallen Naitō Joan (内藤 如安; 1550–1626) als Hideyoshis Boten verkleidete und nach China sandte, um Zeit zu gewinnen.
Im September 1596 wurde Shen Weijing stellvertretender Gesandter des Ming-Kaisers (Hauptgesandter war (楊 方亨; 1574–1615)) und überbrachte eine Botschaft des Ming-Kaisers auf die Burg Ōsaka, die Japan zum Vasallenstaat erklärte. Die Gespräche  über ein Friedensabkommen wurden jedoch abgebrochen und es kam zur zweiten Invasion Koreas (Keichō-Krieg). Shen Weijing, der erfolglos verhandelt hatte, wurde im folgenden Jahr, im Juli 1597, in Korea gefangen genommen und im September 1599 in Peking zum Tode verurteilt und enthauptet.